# 达夫反应
Duff反应（Duff reaction，达夫反应），又称“六亚甲基四胺甲酰化反应”
用六亚甲基四胺（乌洛托品）对芳香族化合物进行甲酰化。
此反应为亲电芳香取代，其中亲电试剂为乌洛托品衍生出的亚胺离子 CH2+NR2。 一碳的甲酰基来源于六亚甲基四胺中甲醛单位的亚甲基。 反应最初产物为另一亚胺离子，经水解得到芳香醛。 
反应需要在芳环上有强活化基，如酚羟基。 醛基进入酚羟基的邻位或对位（如果邻位已有取代基）。
反应产率较低，但操作简便，产物也较纯净。
例如用此反应合成3,5-二叔丁基水杨醛：
以及合成丁香醛：

## 反应机理
乌洛托品质子化、断裂产生亚胺离子，亚胺离子对芳环发生亲电芳香取代，经互变异构，生成一个苄胺衍生物。接下来乌洛托品部分发生第二次质子化、断裂产生亚胺离子，然后进行分子内氧还作用，苄胺部分被氧化为亚苄基亚胺离子，它经过水解，即得到醛。